# Tayloria tenuis
Tayloria tenuis là một loài rêu trong họ Splachnaceae. Loài này được (Dicks. ex With.) Schimp. mô tả khoa học đầu tiên năm 1876.